# Kravetrappe
Kravetrappe (Chlamydotis undulata) er en fugleart, der lever i det nordlige Afrika.